# Valderrosas
Valderrosas es un poblado de colonización perteneciente al municipio español de Carcaboso, en la provincia de Cáceres, comunidad autónoma de Extremadura. Se sitúa aproximadamente a 1 km de la capital municipal. Fue fundado entre los años 1960 y 1970 y tiene unos 50 habitantes.
Está considerado como un barrio de Carcaboso, aunque tiene código postal propio. El pueblo está formado por una plaza y algunas calles. Tiene una escuela en desuso e iglesia, así como una pista deportiva y una cooperativa de leche en desuso.

## Historia

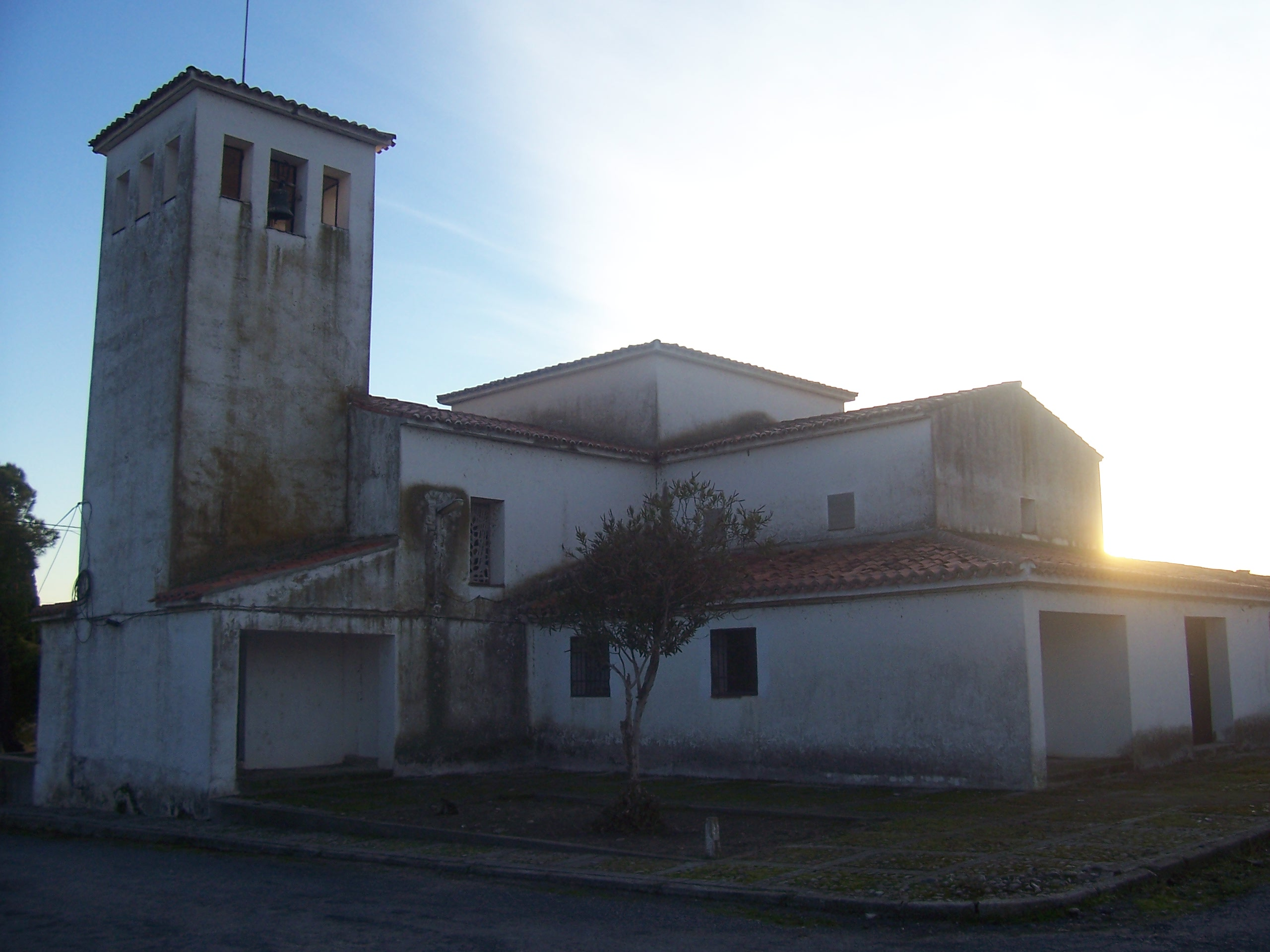
Iglesia parroquial de Valderrosas

Al principio, la localidad tenía alcalde propio y fiestas patronales con comidas y vaquillas. Los vecinos se dedicaban a cultivar tabaco y maíz, así como a la ganadería, ya que los colonos tenían sus tierras en los alrededores del pueblo. En los primeros años de historia del pueblo, Valderrosas pudo alcanzar los 80 habitantes. Inicialmente la localidad se llamó «Valdeherreros».
Actualmente, Valderrosas tiene en proyecto 35 casas de nueva construcción.

## Fiestas
Desde el año 2009 se celebran el 25 de julio festividad de Santiago Apóstol, y a finales de año, cerca de la festividad de Todos los Santos: "La Matanza", fiesta popular donde confraternizan los vecinos del pueblo, entre las delicias del cerdo y el vino de pitarra.